# Clan D'Agostino-Panella
Il clan D'Agostino-Panella è una associazione camorristica, operante nel territorio della città di Salerno.

## Storia
Il clan è stato fondato da Amedeo Panella negli anni 1980. Il sodalizio divenne presto influente nella città di Salerno, dedicando principalmente gli affari illeciti al traffico di droga, estorsione, gioco d'azzardo e edilizia. Giuseppe D'Agostino, allora affiliato al clan, divenne presto una figura di spicco all'interno dell'organizzazione.
Nella seconda metà degli anni '90, i D'Agostino-Panella entrano in una violenta faida contro il clan guidato da Lucio Grimaldi, soprannominato O' Vampiro, portando a numerosi agguati e omicidi nel corso degli anni. Tra le vittime più importanti della faida ci sono Berardino Grimaldi, fratello di O'Vampiro e Lucio Esposito, un altro suo parente.
Nella notte tra 3 e 4 aprile del 1998, Amedeo Panella fu arrestato dagli uomini della DDA di Salerno. Secondo gli inquirenti, Panella è stato uno dei più pericolosi malviventi che la storia di Salerno abbia mai conosciuto. È stato per decenni il capo indiscusso della “camorra salernitana”.
Dopo l'arresto di Panella, e di numerosi affiliati al clan nel 1998, la fazione Panella non si riprese più e il clan iniziò ad essere interamente comandato dalla fazione D'Agostino, infatti, il capo del clan, Giuseppe D'Agostino, è indicato dalla Direzione Investigativa Antimafia, come il capo della camorra salernitana, pur essendo in regime di 41 bis.
Fazione Capri
La fazione è stata capeggiata fino alla sua morte giunta in carcere nel 2006 da Pierpaolo Capri. Capri prese parte sotto il comando di Amedeo Panella, alla guerra contro Lucio Grimaldi. Nel 1983, in seguito agli ordini di Panella, Capri, insieme ad Angelo Ubbidiente, uccise, per dare un segnale alla Nuova Famiglia, lo spacciatore Carmine Apicella e la compagna di quest'ultimo, Elena Ferrigno, persona estranea ai fatti e, dunque, vittima innocente. Questo duplice omicidio è rimasto, ai più, sconosciuto come molti altri poiché avvenuti nell'ambito della camorra salernitana, mai stata alla ribalta tramite libri o fiction.
Un'altra vittima innocente uccisa da Pierpaolo Capri fu Leandro Iuri, un giovane garzone di pizzeria, nel 2005 a Fratte. Capri si era reso latitante e durante la sua fuga lo ha investito a tutta velocità.
La latitanza di Capri durò circa un mese e mezzo, la Dia lo catturò a casa di un amico a Battipaglia.
Questa fazione del clan oggi non esiste più poiché Pierpaolo Capri ed i suoi figli sono tutti deceduti.
Anni 2006-2009
ll momentaneo sbandamento del clan, dovuto a eccellenti blitz, ha lasciato il campo a tentativi di affermazione nel panorama criminale cittadino da parte di altri gruppi, composti da giovani pregiudicati, dediti principalmente ad attività estorsive, rapine e spaccio di stupefacenti, come è avvenuto per il gruppo dei cosiddetti ragazzi di Pastena e di “Via Irno”.
Secondo la relazione 2009 di Legambiente sull'ecomafia per quanto riguarda le aziende salernitane, grazie al legame con i La Torre, i D'Agostino-Panella si erano infiltrate anche nel comune di Mondragone, su questioni relative al traffico di rifiuti.

## Fatti recenti
- Il 26 Settembre 2019, è stato scarcerato Ciro Marigliano, ritenuto dagli inquirenti uno degli organizzatori dello spaccio in città, e l'uomo che istruiva i baby-pusher del clan.[13] Marigliano è anche il capo di due sottogruppi dei D'Agostino.[14]
- Nel gennaio 2020, Ciro D’Agostino, fratello di Giuseppe, è stato condannato a 15 anni, 4 mesi e 20 giorni di carcere. D'Agostino è considerato il promotore del traffico di droga del clan.[15]
- Nel giugno del 2020, i Carabinieri hanno sgominato una vasta rete di spaccio tra Salerno e provincia, arrestando 38 persone, tra cui il capo e fautore del gruppo, Ciro Persico, oggi considerato il "boss del centro storico", un tempo ritenuto un elemento di spicco del clan D'Agostino-Panella e padre di Vincenzo Persico, detto "Enzo Coca-Cola", ucciso nel gennaio del 2014. Il gruppo criminale aveva sancito un'alleanza con il clan De Feo di Bellizzi, grazie alla quale aveva esteso i propri traffici anche nei comuni di Acerno e Montecorvino Rovella. I vertici dell'organizzazione sono, inoltre, indiziati quali responsabili di numerosi atti intimidatori, tra cui l'incendio di diverse autovetture ed una gambizzazione ai danni di esponente della stessa fazione criminale. L'associazione criminale operava, in particolare, nella zona del centro storico e nei quartieri Matierno e Mariconda. Sono stati altresì sequestrati 70 kg di sostanza stupefacente e armi da fuoco[16].